# Concours du meilleur texte de quatre lignes
Le concours du meilleur texte de quatre lignes a été créé en 1984 par le module des lettres de l'Université du Québec à Chicoutimi (UQAC) pour faire pendant aux concours de « haïku » japonais. 

## Lauréats
- 1988 - Claude Marceau
- 1989 - Hervé Bouchard
- 1990 - Jacques Ouellet
- 1991 - Rose-Aimée Côté
- 1992 - Christian Lemieux-Fournier
- 1993 - Susan Rogers
- 1994 - Clermon Girard
- 1995 - Nathalie Hurtubise
- 1996 - Cynthia Calusic
- 1996 - Marie-Julie Gagnon
- 1997 - Richard Desgagné
- 1998 - Richard Desgagné
- 2000 - Paul Meunier
- 2001 - Jean-Jules Soucy
- 2002 - Guy Cusson
- 2003 - Émilie Guérette
- 2004 - Manon Belleau
- 2005 - Jean-François Caron
- 2006 - Pierrette Cloutier
- 2007 - Leslie Piché
- 2008 - Diane Landry
- 2009 - Philippe LaFortune
- 2010 - Annyck Martin
- 2011 - Carl-Keven Korb
- 2012 - Charles-Érick Matton
- 2013 - Catherine Thériault
- 2014 - Manu Tranquard
- 2015 - Anne-Marie Desmeules
- 2016 - Treveur Petruzziello
- 2017- Carl-Keven Korb
- 2018 - Alexandra Tremblay
- 2019 - Karl Keven Korb
- 2020 - Mathieu Villeneuve
- 2021 - Mathieu Villeneuve